# الرهاش
الرهاش هي إحدى القرى الحدودية الجنوبية للبلاد التونسية. تتبع إداريا معتمدية الصمار من ولاية تطاوين.
1. ↑  "المناطق الترابية (العمادات) حسب الولايات والمعتمديات". اطلع عليه بتاريخ 2024-11-30.